# هنري آدم
هنري آدم (بالفرنسية: Henri-Georges Adam)‏ (و. 1904 – 1967 م) هو رسام، ونحات، وكاريكاتيري فرنسي، ولد في باريس، شارك في II. documenta ‏، توفي عن عمر يناهز 63 عاماً، بسبب نوبة قلبية.

## التعليم
تعلم في المدرسة الوطنية للفنون الجميلة
.

## روابط خارجية
- هنري آدم على موقع الموسوعة البريطانية (الإنجليزية)